# Андріївка (Дніпровський район)
Андрі́ївка — село в Україні, у Ляшківській сільській територіальній громаді Дніпровського району Дніпропетровської області.
Площа — 0,305 км², домогосподарств — 11, населення — 16 осіб.

## Географія
Село Андріївка розташоване за 1 км від правого берега річки Оріль, вище за течією на відстані 1 км розташоване село Канави (Кобеляцький район), нижче за течією на відстані 1 км розташоване село Лозуватка. Річка в цьому місці звивиста, утворює лимани, стариці та заболочені озера.

## Історія
До 1997 року село підпорядковувалось Ляшківській сільській раді, а 18 квітня 1997 року увійшло до складу новоствореної Залеліївської сільради.

## Населення

### Мова
Розподіл населення за рідною мовою за даними перепису 2001 року:
| Мова       | Відсоток |
| ---------- | -------- |
| українська | 87,8%    |
| вірменська | 9,8%     |
| молдовська | 2,4%     |